# Пакош Софія Миколаївна
Софія Миколаївна Пакош (1925 — ?) — українська радянська діячка, новатор сільськогосподарського виробництва, доярка дослідного господарства «Оброшине» Науково-дослідного інституту землеробства і тваринництва західних районів УРСР Пустомитівського району Львівської області. Депутат Верховної Ради УРСР 7-го скликання.

## Життєпис
Народилася у селянській родині.
З 1953 року — доярка дослідного господарства «Оброшине» Пустомитівського району Науково-дослідного інституту землеробства і тваринництва західних районів Української РСР. Досягала високих надоїв молока: у 1966 році надоювала по 4.167 літрів молока на корову.